# Bo Weavil Jackson

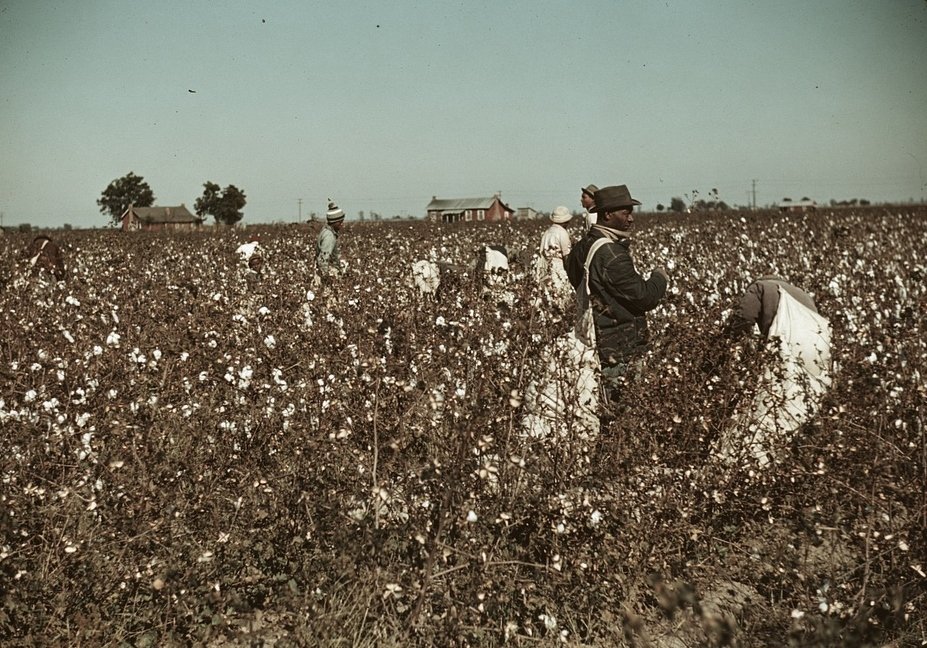
Katoenplukkers (foto: Marion Post Wolcott)

Bo Weavil Jackson was een Amerikaanse blueszanger en gitarist. Hij was een van de eerste countryblueszangers die plaatopnamen maakte. Er wordt verondersteld dat hij uit Alabama kwam, omdat hij in Birmingham (Alabama) actief was toen hij door de platenmaatschappijen werd ontdekt, en omdat hij in het nummer Jefferson County Blues refereert aan locaties in Alabama. Daar staat tegenover dat Paramount Records vermeldde dat hij uit "the Carolinas" kwam.
In september 1926 nam hij nummers op voor zowel Paramount Records als Vocalion. Op de platenlabels van Vocalion staat hij vermeld als Sam Butler. Er wordt vaak van uitgegaan dat dit zijn echte naam was, maar daar is geen zekerheid over. De Britse blueshistoricus Paul Oliver hield de mogelijkheid open dat "Sam Butler" juist een pseudoniem was, bijvoorbeeld ontleend aan de naam van zijn moeder, zoals wel meer bluesartiesten deden als ze voor concurrerende platenmaatschappijen werkten. Volgens de platenverkoper Harry Charles, die in de jaren 1960 werd geïnterviewd, was Jackson/Butler destijds van straat geplukt en was zijn voornaam James. "Bo Weavil" is een verwijzing naar de boll weevil, de katoensnuitkever, die rond 1900 vanuit Zuid-Amerika de Verenigde Staten bereikte en vooral in de jaren 1920 en 1930 grote schade aanrichtte in de katoenteelt. In het nummer Devil and My Brown Blues zingt Jackson enkele verzen van de Ballad of the Boll Weevil, waaraan hij misschien zijn bijnaam heeft ontleend. Het is onbekend hoe het hem na 1926 vergaan is.
Bo Weavil Jackson had een originele bottleneckstijl waarin hij virtuoze licks en gevarieerde melodielijnen afwisselde met snelle improvisaties, zoals onder andere te horen is in Jefferson County Blues en in Poor Boy Blues, de vroegste en tegelijk meest onconventionele studio-uitvoering van een bluesstandard die later door veel andere bluesartiesten zou worden opgenomen. Voor andere nummers gebruikte hij een fingerpickingstijl die herinnert aan Blind Blake en Big Bill Broonzy. Hij was een eclectische performer die zijn materiaal uit diverse bronnen haalde, en vervolgens vertaalde naar zijn eigen stijl.

## Discografie

### Opnamesessies
Als Bo Weavil Jackson voor Paramount Records (circa September 1926, Chicago):
- You Can't Keep No Brown – Pistol Blues (Paramount 12389)
- When the Saints Come Marching Home – I'm on My Way to the Kingdom Land (Paramount 12390)
- Why Do You Moan – Some Scream High Yellow (Paramount 12423)

Als Sam Butler voor Vocalion (30 september 1926, New York):
- You Can't Keep No Brown – Devil and My Brown Blues (Vocalion 1055, niet uitgebracht)
- Heaven Is My View – Christians Fight On (Your Time Ain't Long) (Vocalion 1056)
- Poor Boy Blues – Jefferson County Blues (Vocalion 1057)

### Compilaties (selectie)
- Guitar Wizards (1926-1935), z.j. (Yazoo L-1016)
- The Voice of the Blues. Bottleneck Guitar Masterpieces, z.j. (Yazoo L-1046)
- Bo Weavil Jackson (Sam Butler) 1926: Complete Recordings in Chronological Order, 1982 (Matchbox)
- Backwoods Blues (1926–1935): The Complete Recorded Works in Chronological Order of Sam Butler (Bo Weavil Jackson), Bobby Grant, King Solomon Hill, Lane Hardin, 1991 (Document)

- Gemeinsame Normdatei: 13474490X
- International Standard Name Identifier: 0000 0004 4883 3968
- Library of Congress Control Number: n91063574
- MusicBrainz: c3059175-16f5-4fe7-8408-981e1ec0b85b
- Virtual International Authority File: 55791584
- WorldCat: E39PBJmdyfP8Tfvg4jCW9MBQMP